# Banjevac
Banjevac (izvirno srbsko Бањевац) je naselje v Srbiji, ki upravno spada pod Občino Krupanj; slednja pa je del Mačvanskega upravnega okraja.

## Demografija
V naselju, katerega izvirno (srbsko-cirilično) ime je Бањевац, živi 386 polnoletnih prebivalcev, pri čemer je njihova povprečna starost 37,9 let (38,3 pri moških in 37,5 pri ženskah). Naselje ima 135 gospodinjstev, pri čemer je povprečno število članov na gospodinjstvo 3,70.
To naselje je, glede na rezultate popisa iz leta 2002, večinoma srbsko.
|  |

| Demografija | Demografija     | Demografija     |
| Leto        | Št. prebivalcev | Št. prebivalcev |
| ----------- | --------------- | --------------- |
|             |                 |                 |
|             |                 |                 |
|             |                 |                 |
|             |                 |                 |
| 1948        | 669             |                 |
| 1953        | 648             |                 |
| 1961        | 606             |                 |
| 1971        | 605             |                 |
| 1981        | 519             |                 |
| 1991        | 525             | 524             |
| 2002        | 510             | 500             |
|             |                 |                 |

| Etnična sestava po popisu iz leta 2002 | Etnična sestava po popisu iz leta 2002 | Etnična sestava po popisu iz leta 2002 | Etnična sestava po popisu iz leta 2002 | Etnična sestava po popisu iz leta 2002 |
| -------------------------------------- | -------------------------------------- | -------------------------------------- | -------------------------------------- | -------------------------------------- |
| Srbi                                   | Srbi                                   |                                        | 499                                    | 99,8%                                  |
| Neznano                                | Neznano                                |                                        | 1                                      | 0,2%                                   |